# B Corporation

Gecertificeerd logo van B Corporation. Dit B Corp-merk mag alleen worden gebruikt door bedrijven die zijn gecertificeerd door B Lab.

Een B Corporation (ook wel B Corp genoemd) is een onderneming die door het Amerikaanse B Lab is gecertificeerd voor haar sociale impact. Om de certificering te verkrijgen en te behouden, moeten bedrijven een minimumscore van 80 behalen op een beoordeling van hun sociale en milieu-impact. Daarnaast moeten ze de toezeggingen aan betrokken partijen, zoals vastgesteld door B Corp, integreren in de bestuursdocumenten van het bedrijf en een jaarlijkse vergoeding betalen op basis van de omzet. Bedrijven moeten zich elke drie jaar opnieuw certificeren om de B Corporation-status te behouden.
In maart 2025 zijn er 9.576 gecertificeerde B-Corporations verspreid over 160 sectoren in 102 landen.